# Покровка (Гатчинский район)
Покро́вка (фин. Lopitsa) — деревня в Гатчинском муниципальном округе Ленинградской области.

## История
В начале XIX века деревня принадлежала горному инженеру, издателю, Николаю Родионовичу Мамышеву, а затем его наследникам (вдове и детям).

КЛОПИЦЫ — деревня принадлежит Мамышеву, чиновнику 7-го класса, число жителей по ревизии: 48 м. п., 42 ж. п. (1838 год)

ПОКРОВСКАЯ, КЛОПИЦЫ тож — деревня госпожи Мамышевой, по просёлочной дороге, число дворов — 16, число душ — 59 м. п. (1856 год)

Согласно «Топографической карте частей Санкт-Петербургской и Выборгской губерний» в 1860 году деревня называлась Покровская (Клопицы) и насчитывала 20 крестьянских дворов.

ПОКРОВКА (КЛОПИЦЫ) — деревня владельческая при колодце, число дворов — 18, число жителей: 43 м. п., 52 ж. п. (1862 год)

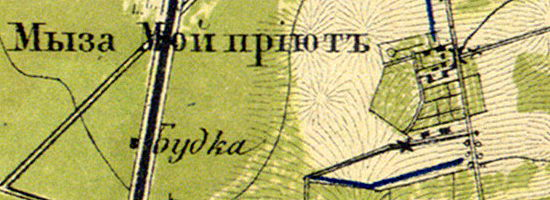
План мызы «Мой Приют». 1860 год

Рядом с деревней находилась усадба Мамышева под названием «Мой приют», не сохранившаяся до нашего времени. Среди местного населения лесной массив около деревни до сих пор называется «Мамышевским лесом».

МОЙ ПРИЮТ — мыза владельческая при колодце, число дворов — 1, число жителей: 2 м. п., 4 ж. п. (1862 год)

В 1870—1871 годах временнообязанные крестьяне деревни выкупили свои земельные наделы у В. Н. Лыщинской и стали собственниками земли.

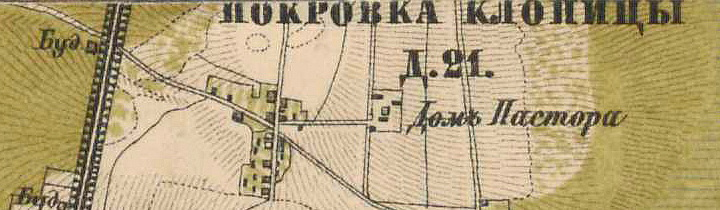
План деревни Покровка. 1885 год

В 1885 году деревня Покровка Клопицы насчитывала 21 двор. К востоку от деревни располагался пасторат — дом пастора Кобринский кирхи.
Согласно материалам по статистике народного хозяйства Царскосельского уезда 1888 года мыза Мой Приют (Розенгоф) площадью 301 десятина принадлежала капитанам 2-го ранга Н. и В. А. Невельским, мыза была приобретена в 1879—1880 годах за 8150 рублей, шесть дач хозяева сдавали в аренду.
В конце XIX — начале XX века деревня и мыза административно относились к Гатчинской волости 2-го стана Царскосельского уезда Санкт-Петербургской губернии. Население деревни было смешанным — финско-русским.
К 1913 году количество дворов в Покровке сократилось до 20. Население деревни было смешанным, финско-русским.
С 1917 по 1922 год деревня Покровка входила в состав Кобринского сельсовета Гатчинской волости Детскосельского уезда.
С 1922 года в составе Покровского сельсовета.
С 1923 года в составе Гатчинского уезда.
С 1924 года в составе Воскресенского сельсовета.
Согласно данным переписи населения СССР 1926 года в деревне Покровка Воскресенского сельсовета Троцкой волости Троцкого уезда проживал 271 человек, русские, финны и поляки.
С 1928 года в составе Прибытковского сельсовета. В 1928 году население деревни Покровка составляло 274 человека.

План деревни Покровка. 1931 год

Согласно данным топографической карты РККА Ленинградской области 1931 года деревня насчитывала 112 дворов, в деревне была своя школа.
По административным данным 1933 года деревня Покровка входила в состав Прибытковского сельсовета Красногвардейского района.
По данным 1936 года, деревня Покровка была центром Прибытковского сельсовета, в состав которого входили 6 населённых пунктов, 702 хозяйства и 4 колхоза.
C 1 августа 1941 года по 31 декабря 1943 года деревня находилась в оккупации.
В 1958 году население деревни Покровка составляло 429 человек.
С 1959 года в составе Сиверского сельсовета.
По данным 1966 и 1973 годов деревня Покровка также входила в состав Сиверского сельсовета.
По данным 1990 года деревня Покровка находилась в административном подчинении Кобринского поселкового совета.
В 1997 году в деревне проживали 178 человек, в 2002 году — 179 человек (русские — 95%), в 2007 году — 161, в 2010 году — 178 человек.

## География
Деревня расположена в центральной части Гатчинского района на автодороге 41К-216 (Никольское — Кобрино).
Расстояние до административного центра поселения, посёлка Кобринское — 2 км.
Расстояние до ближайшей железнодорожной платформы Прибытково — 0,5 км.

## Демография
| 1838 | 1862 | 1928 | 1958 | 1997 | 2002 | 2007 | 2010 | 2014 |
| ---- | ---- | ---- | ---- | ---- | ---- | ---- | ---- | ---- |
| 90   | ↗95  | ↗274 | ↗429 | ↘178 | ↗179 | ↘161 | ↗178 | ↘175 |
| 2017 |      |      |      |      |      |      |      |      |
| ↗186 |      |      |      |      |      |      |      |      |

### Национальный состав
Согласно данным Всероссийской переписи населения 2021 года в деревне проживали 232 человека, из них:
 русские — 225, татары — 2, остальные национальность не указали.

## Инфраструктура
На 2014 год в деревне было учтено 143 домохозяйства.

## Предприятия и организации
- Фельдшерско-акушерский пункт
- Ветеринарный участок

## Транспорт
К северо-западу от деревни расположена платформа Прибытково железнодорожной линии Санкт-Петербург — Луга, по которой осуществляется пассажирское сообщение пригородными электропоездами.
К западу от деревни проходит автодорога 41К-100 (Гатчина — Куровицы), по которой осуществляется автобусное сообщение пригородными маршрутами:
- № 151 Гатчина — Сиверский
- № 151Д Гатчина — Дружная Горка
- № 534 Гатчина — Вырица

## Улицы
Железнодорожная, Колхозная, Полевая, Смирнова, Солнечная, Центральная.

## Садоводства
Мельница.